# Соларий
Соларий (лат. Solarius; VI век) — епископ Страсбурга в 540-х годах.

## Биография
Соларий — один из ранних глав Страсбургской епархии, о которых известно только из средневековых списков местных епископов. В этих исторических источниках, наиболее ранний из которых был создан во второй половине IX века при епископе Ратольде, Соларий назван преемником Валентина и предшественником святого Арбогаста.
Долгое время считалось, что Соларий был главой Страсбургской епархии в VII веке. Однако впоследствии было установлено, что Арбогаст владел епископской кафедрой в середине — второй половине VI века, а Соларий, таким образом, жил в Страсбурге в 540-х годах.
На основании ономастических данных предполагается, что Соларий был галло-римлянином. В его время территория Страсбургской епархии входила в состав франкского королевства Австразия, правителями которого тогда были Теодеберт I и Теодебальд. Каких-либо сведений о деяниях Солария как епископа не сохранилось.
В Средневековье епископ Соларий почитался в Страсбурге как святой. Дни его поминовения отмечались 6 февраля, 16 июля и 26 октября. В виде святого Соларий изображён на одном из витражей Страсбургского собора. Однако в настоящее время каких-либо мероприятий в память о епископе Соларии не проводится.